# Michael Gardyne
Michael Gardyne (Dundee, 23 maggio 1986) è un calciatore scozzese, attaccante del Montrose.

## Caratteristiche tecniche
Seconda punta, può essere schierato da ala destra o come trequartista.

## Carriera

### Club
Prodotto delle giovanili del Celtic, nel 2006-2007 è ceduto in prestito al Ross County, in seconda divisione scozzese. Ritornato a Glasgow, è ceduto a titolo definitivo al Greenock Morton ma nel gennaio del 2008 decide di fare ritorno al Ross County: in tre stagioni e mezza vince un titolo di terza divisione (2008) e una Challenge Cup (2011), passando al Dundee United nell'estate del 2012. Dopo la sua prima annata a Dundee, è ceduto in prestito al Kilmarnock, ritornando alla base nell'estate 2014.

### Nazionale
Ha giocato nelle nazionali giovanili scozzesi Under-17, Under-18 ed Under-19.

## Palmarès

### Club

#### Competizioni nazionali
- Scottish League One: 1

Ross County: 2007-2008
- Scottish Challenge Cup: 2

Ross County: 2010-2011, 2018-2019
- Scottish Championship: 2

Ross County: 2011-2012, 2018-2019
- Scottish League Cup: 1

Ross County: 2015-2016